# Halenia weddelliana
Halenia weddelliana là một loài thực vật có hoa trong họ Long đởm. Loài này được Gilg mô tả khoa học đầu tiên năm 1898.